# Michał Probierz
Michał Probierz (Bytom, 1972. szeptember 24. –) lengyel labdarúgó-középpályás, edző. Edzőként kétszer is megnyerte a lengyel kupát és a lengyel szuperkupát: először 2010-ben a Jagiellonia Białystokkal, majd 2020-ban a Cracoviával. 2022-ben átvette a lengyel U21-es válogatott irányítását, majd 2023-ban a felnőtt válogatott szövetségi kapitánya lett. Ezt követően kivezetette Lengyelországot a 2024-es labdarúgó-Európa-bajnokságra, azonban 2025 júniusában lemondott posztjáról.

## Pályafutása

### Klubcsapatokban
Profi labdarúgóként Lengyelországban és Németországban játszott. Játékosként középpályás volt, pályafutása nagy részét a Górnik Zabrze csapatában töltötte, 7 év alatt 181 bajnoki mérkőzésen lépett pályára, és ezeken 7 gólt szerzett.
25 éves pályafutása alatt a következő klubokban játszott még: Rozbark Bytom, Gwarek Zabrze, Ruch Chorzów, Bayer Uerdingen, SG Wattenscheid 09, Pogoń Szczecin és Widzew Łódź.

### Edzőként

#### Korai évek és a Jagiellonia Białystok
Rövid idejű megbízatásokat követően a helyi Polonia Bytom és a Widzew Łódź csapatainál, 2008. július 5-én Probierzt kinevezték az Ekstraklásában szereplő Jagiellonia Białystok vezetőedzőjének.
A 2009–2010-es szezonban a Jagielloniát bevezette a lengyel kupa döntőjébe, ami a klub történetének második fináléja volt. A döntőben 1–0-ra legyőzték a Pogoń Szczecint a Zdzisław Krzyszkowiak Stadionban, ezzel megszerezve a klub első jelentős lengyel trófeáját. A kupagyőzelemmel a Jagiellonia története során először kvalifikálta magát egy európai kupasorozatba, a 2010–11-es UEFA Európa-ligába, ahol a harmadik selejtezőkörben csatlakoztak.
A 2010–11-es idény elején Probierz vezetésével a csapat megnyerte a lengyel szuperkupát is, miután 1–0-ra legyőzték a Lech Poznańt. Az európai kupaszereplésük azonban rövidre sikerült: a görög Árisz Theszaloníkisz szemben estek ki a selejtezők harmadik körében, összesítésben 4–3-as vereséggel. A szezon végeztével, 2011. július 22-én távozott a vezetőedzői posztról.

#### ŁKS Łódź
2011. szeptember 5-én Michał Probierzt nevezték ki az ŁKS Łódź vezetőedzőjének. Megbízatása azonban mindössze 60 napig, hat mérkőzésig tartott, ugyanis 2011. november 4-én bejelentette távozását, hogy átvegye a görög Árisz Theszaloníkisz irányítását.

#### Árisz Theszaloníkisz
Michał Probierz a 2011–2012-es szezon során vette át a görög Árisz Theszaloníkisz irányítását, Sakis Tsiolis utódjaként. Megbízatása azonban rövid ideig tartott: 2012. január 5-én közös megegyezéssel távozott a klubtól. A lengyel vezetőedző távozásának fő okaként a klub súlyos pénzügyi problémáit nevezte meg.

#### Wisła Kraków
2012. március 1-jén visszatért Lengyelországba, miután felkínálták számára a címvédő Wisła Kraków vezetőedzői posztját, amelyet el is fogadott. Elődje Kazimierz Moskal volt. A csapat gyenge szereplése miatt – a Wisła a tabella alsó felében helyezkedett el – 2012. október 1-jén Probierz benyújtotta lemondását, amelyet a klubvezetés el is fogadott.

#### GKS Bełchatów
2012. november 14-én nevezték ki Michał Probierzt a lengyel bajnokság sereghajtójaként álló, nehéz helyzetben lévő GKS Bełchatów vezetőedzőjének. A csapat irányítását csak rövid időre vette át: mindössze négy mérkőzésen ült a kispadon, és ezek közül egyiket sem sikerült megnyerniük, így 2012. december 21-én távozott a klubtól. A szezon végén a GKS Bełchatów kiesett az élvonalból, az idény során három különböző vezetőedző is megfordult a csapat élén.

#### Lechia Gdańsk
2013. június 4-én Probierz megegyezett a Lechia Gdańsk vezetéséről a 2013–14-es szezonra. 2014. március 26-ig maradt a csapat élén, majd távozott, még mielőtt a klub biztosította volna helyét a bajnoki rájátszásban. A Lechia végül a negyedik helyen zárta a szezont, éppen lemaradva az európai kupaszereplésről.

#### Visszatérés a Jagiellonia Białystokhoz
Néhány héttel a Lechiától való távozása után, 2014. április 7-én Probierz visszatért korábbi klubjához, a Jagiellonia Białystokhoz. Az első teljes idényében a bajnokság harmadik helyén végzett a csapattal, így kiharcolta a részvételt a 2015–16-os UEFA Európa-liga első selejtezőkörében. A gyenge 2015–16-os szezonban a Jagiellonia a kiesés elkerüléséért vívott rájátszásba került, azonban a következő idényben, a 2016–17-es szezonban Probierz vezetésével klubtörténeti sikert értek el: a csapat ezüstérmes lett, csak a bajnok Legia Warszawa előzte meg őket. A lengyel vezetőedző ezt követően, meglepetésre, 2017. június 4-én lemondott.

#### Cracovia
2017. június 21-én bejelentették, hogy Probierz aláírt a Cracoviához. A 2017–18-as szezonban a tizedik helyet szerezte meg a csapattal, de a kiesési rájátszásban a Cracovia magabiztosan végzett az első helyen, így bennmaradt a csapatával.
A következő szezonban Probierz a Cracoviát a bajnoki rájátszás negyedik helyére vezette. Mivel a harmadik helyen végző Lechia Gdańsk megnyerte a 2018–19-es lengyel kupát, a Cracovia így kvalifikálta magát a 2019–20-as UEFA Európa Liga első selejtezőkörére. A nemzetközi szereplésben azonban a Cracovia összesítésben 3–3-as döntetlennél az idegenben szerzett gólok miatt esett ki a szlovák DAC Dunajská Streda ellen.
2020-ban Probierz vezetésével a Cracovia megnyerte a 2019–20-as lengyel kupát, ami miatt a klub második egymást követő szezonban kvalifikálta magát európai kupasorozatra.
2021. november 9-én Probierz közös megegyezéssel lemondott mind a vezetőedzői, mind az alelnöki pozíciójáról, és távozott a klubtól.

#### Bruk-Bet Termalica Nieciecza
2022. január 6-án Probierz csatlakozott egy másik Ekstraklasa-csapathoz, a Bruk-Bet Termalica Niecieczához, amely akkor a tabella utolsó helyén állt. Mindössze két nappal később távozott a klubtól, mert a Termalica nem tartotta be a szerződés aláírásakor tett ígéreteket.

#### Lengyelország U21
2022. július 4-én jelentették be, hogy ő lett a lengyel U21-es válogatott új szövetségi kapitánya, Maciej Stolarczyk utódjaként. Irányítása alatt az U21-es csapat tíz mérkőzésen öt győzelmet, három döntetlent és két vereséget ért el.

#### Lengyelország
Miután az U21-es csapat jól kezdte a 2025-ös U21-es Európa-bajnoki selejtezősorozatot, valamint Fernando Santost menesztették a felnőtt válogatott éléről, 2023. szeptember 20-án bejelentették, hogy Probierz veszi át Santos helyét. 2024. március 26-án, Lengyelország megszerezte az utolsó kijutó helyet a 2024-es Európa-bajnokságra, miután gól nélküli döntetlent követően tizenegyesekkel 5–4-re legyőzték Walest a pótselejtező döntőjében. A válogatott a csoportkör után búcsúzott a tornától, miután Hollandiától és Ausztriától is vereséget szenvedett, majd az utolsó mérkőzésén 1–1-es döntetlent játszott Franciaországgal. 2025. június 12-én, két nappal azután, hogy Lengyelország 2–1-es vereséget szenvedett Finnországtól a 2026-os világbajnoki selejtezőn, és egy nyilvános konfliktust követően Robert Lewandowskival – miután megfosztotta őt a csapatkapitányi tisztségtől, és a keretből is kihagyta–, Probierz lemondott a szövetségi kapitányi tisztségről.

## Edzői statisztika
| Csapat                | Nemzet   | –tól                 | –ig                  | Mérleg | Mérleg | Mérleg | Mérleg | Mérleg     | Forr.  |
| Csapat                | Nemzet   | –tól                 | –ig                  | M      | GY     | D      | V      | Győzelem % | Forr.  |
| --------------------- | -------- | -------------------- | -------------------- | ------ | ------ | ------ | ------ | ---------- | ------ |
| Polonia Bytom         | lengyel  | 2005. október 6.     | 2006. június 15.     | 24     | 8      | 6      | 10     | 33,33      | [ 22 ] |
| Widzew Łódź           | lengyel  | 2006. június 15.     | 2007. szeptember 3.  | 38     | 8      | 10     | 20     | 21,05      | [ 23 ] |
| Polonia Bytom         | lengyel  | 2007. december 17.   | 2008. május 21.      | 13     | 3      | 5      | 5      | 23,08      | [ 22 ] |
| Jagiellonia Białystok | lengyel  | 2008. július 5.      | 2011. július 22.     | 114    | 46     | 31     | 37     | 40,35      | [ 24 ] |
| ŁKS Łódź              | lengyel  | 2011. szeptember 5.  | 2011. november 3.    | 8      | 4      | 1      | 3      | 50,00      | [ 25 ] |
| Árisz Theszaloníkisz  | görög    | 2011. november 3.    | 2012. január 5.      | 9      | 4      | 1      | 4      | 44,44      | [ 26 ] |
| Wisła Kraków          | lengyel  | 2012. március 1.     | 2012. október 1.     | 23     | 11     | 4      | 8      | 47,83      | [ 27 ] |
| GKS Bełchatów         | lengyel  | 2012. november 14.   | 2012. december 21.   | 4      | 0      | 2      | 2      | 0.00       | [ 28 ] |
| Lechia Gdańsk         | lengyel  | 2013. június 4.      | 2014. március 26.    | 31     | 10     | 11     | 10     | 32,26      | [ 29 ] |
| Jagiellonia Białystok | lengyel  | 2014. április 7.     | 2017. június 4.      | 131    | 60     | 28     | 43     | 45,80      | [ 24 ] |
| Cracovia              | lengyel  | 2017. június 21.     | 2021. november 9.    | 175    | 68     | 46     | 61     | 38,86      | [ 30 ] |
| Bruk-Bet Termalica    | lengyel  | 2022. január 6.      | 2022. január 8.      | 0      | 0      | 0      | 0      | —          | [ 31 ] |
| Lengyelország U21     | lengyel  | 2022. július 4.      | 2023. szeptember 20. | 10     | 5      | 3      | 2      | 50,00      | [ 32 ] |
| Lengyelország         | lengyel  | 2023. szeptember 20. | 2025. június 12.     | 21     | 9      | 5      | 7      | 42,86      | [ 33 ] |
| Összesen              | Összesen | Összesen             | Összesen             | 601    | 236    | 153    | 212    | 39,27      | —      |

## Sikerei, díjai

### Edzőként
Jagiellonia Białystok
- Lengyel kupa: 2009–2010
- Lengyel szuperkupa: 2010

 Cracovia Kraków
- Lengyel kupa: 2019–2020
- Lengyel szuperkupa: 2020

Egyéni
- Az év lengyel edzője: 2010[35]
- A Jagiellonia Białystokban – minden idők legjobb edzője: 2010[36]
- A szezon edzője az Ekstraklasában: 2014–2015[37]
- A hónap edzője az Ekstraklasában: 2017 április, 2018 december,[38] 2019 február[39]